# Лейкс
Лейкс е етническа група на Вътрешните салиши, живеещо в района на езерата Ероу и Слокан и от двете страни на река Колумбия, от Ривълсток в Британска Колумбия на север до Нортпорт във Вашингтон на юг. След основаването на Форт Колвил през 1825 г. започват да зимуват близо до него. Към 1870 г. се придвижват на юг до Кетъл Фолс, откъдето изтласкват тамошните колвил.
Езиково лейкс са свързани с оканоган и колвил, с които говорят диалекти на един език на групата Оканоган – Колвил на клона Вътрешни салиши на Салишкото езиково семейство.

## Култура
Културно лейкс се различават доста от своите роднини и съседи. За разлика от тях те са доста по-мобилни. Пътуват с канута и коне на далечни разстояния, за да ловуват, да ловят риба и да събират различни диви растителни храни. В началото на 18 век конете пристигат първо при колвил и те бързо ги разпространяват сред съседните племена. Околната среда, която обитават лейкс не им позволява да задържат конете, докато не се преместват на юг. От началото на 19 век започват редовно да ловуват бизони източно от Скалистите планини.
Според местообитанието племето е разделено на две дивизии – Горни, живеещи в района на езерото Ероу и Долни, живеещи в района на Кетъл Фолс.
В началото на 19 век полуподземна къща – яма (pithouse) от пръти покрита с кора е типичното зимно жилище. Първите служители на Компанията Хъдсън Бей отбелязват, че селата им се състоят от два вида домове. Едните са конусовидни типита покрити с рогозки от папур, а другите са квадратни колиби вкопани в земята също покрити с рогозки от папур или парчета кора. Използват и временни навеси покрити с рогозки. Мъжете и жените използват обща колиба за изпотяване. Дрехите им са изработени предимно от кожи. За мъжете основно облекло е мокасини, риза, гамаши, набедреник, колан и шапка или лента на главата, а за жените – мокасини, къси гамаши, дълга рокля, колан и шапка или лента на главата.
Селото или клъстер от села, състоящи се от автономни домакинства свързани помежду си формират местната общност или група, ръководена от вожд (илмихум). Позицията на вожда зависи от подкрепата на общността. Негови задачи са да ръководи, да бъде арбитър в спорове и да председателства Съвета на старейшините. Той наследява позицията си по бащина линия, въпреки че родството в семейството е двустранно, и по бащина и по майчина линия.
Религиозните им вярвания са центрирани около индивидуалното взаимодействие с духовете помощници. Най-важната цел за човек е още през юношеството да се сдобие с дух – помощник, който се явява обикновено в лицето на някое животно по време на ритуала за Търсене на видение.

## История
Преди идването на белите племето е почти унищожено от две големи епидемии от едра шарка. Губят до 80% от населението си, което преди това е около 3000 души. Още с пристигането на търговците от Компанията Хъдсън Бей в началото на 19 век, племето завързва дружески отношения с тях. През 1837 г. йезуитски мисионери основават мисия на Кетъл Фолс. Когато САЩ поемат контрола над територията Орегон през 1846 г. и са определени границите между Канада и САЩ, племето е разделено на две. Тези, които остават в Канада имат множество конфликти с миньорите навлезли в земите им през 50-те, 60-те и 70-те години на 19 век. Постепенно броят им намалява до толкова, че те се разпръсват из съседните племена и от 1956 г. Канадското правителство ги обявява официално за изчезнали. Тези, които остават в американската част продължават да живеят в района на Кетъл Фолс и да използват като търговски пост Форт Колвил. През 1872 г. са заселени в новосъздадения резерват Колвил. Днес около 300 техни потомци са част от Конфедеративните племена на резервата Колвил.